# Distretto di Namwala
Il distretto di Namwala è un distretto dello Zambia, parte della Provincia Meridionale.
Il distretto comprende 14 ward:
- Baambwe
- Chitongo
- Itapa
- Kabulamwanda
- Kantengwa
- Maala
- Mandondo
- Mbeza
- Moobola
- Nakamboma
- Ndema
- Ngabo
- Namakube
- Namwala Central